# Liste der Baudenkmale in Wiek
In der Liste der Baudenkmale in Wiek sind alle Baudenkmale der Gemeinde Wiek (Landkreis Vorpommern-Rügen) und ihrer Ortsteile aufgelistet. Grundlage ist die Veröffentlichung der Denkmalliste des Landkreises Vorpommern-Rügen, Auszug aus der Kreisdenkmalliste vom August 2015.

## Bohlendorf
| ID    | Lage                 | Bezeichnung | Beschreibung | Bild     |
| ----- | -------------------- | ----------- | ------------ | -------- |
| 00195 | Bohlendorf           | Park        |              | Park     |
| 00195 | Bohlendorf 6 (Karte) | Gutshaus    |              | Gutshaus |

## Parchow
| ID    | Lage                   | Bezeichnung                                            | Beschreibung | Bild                                                   |
| ----- | ---------------------- | ------------------------------------------------------ | --- | ------------------------------------------------------ |
| 00475 | Parchow (Karte)        | Gutsanlage                                             | 1-gesch., 7-achs., unsaniertes Gutshaus von um 1840 mit 2-gesch. Mittelrisalit und Krüppelwalm, 1.gesch. unsanierte Stallungen; Gut der Familien von Viersen (bis 1561), von Platen (bis 1909) und Th. Witthohn (bis 1945). | Gutsanlage                                             |
| 00475 | Parchow                | Park (Gutsanlage)                                      | | Park (Gutsanlage)                                      |
| 00475 | Parchow                | Gutshaus                                               | |                                                        |
| 00475 | Parchow                | Umfassungsmauern (Gutsanlage)                          | | Umfassungsmauern (Gutsanlage)                          |
| 00475 | Parchow                | Wohnwirtschaftsgebäude mit Türmchenaufbau (Gutsanlage) | | Wohnwirtschaftsgebäude mit Türmchenaufbau (Gutsanlage) |
| 00475 | Parchow                | Wohnhaus                                               | |                                                        |
| 00217 | Wittower Fähre (Karte) | Anleger der ehem. Wittower Fähre (Nordseite)           | | Anleger der ehem. Wittower Fähre (Nordseite)           |
| 00822 | Woldenitz 13 (Karte)   | Gutshaus                                               | | Gutshaus                                               |

## Wiek
| ID    | Lage                       | Bezeichnung                   | Beschreibung | Bild                |
| ----- | -------------------------- | ----------------------------- | ------------ | ------------------- |
| 00818 | (Karte)                    | Kriegerdenkmal 1914/18        |              | Weitere Bilder      |
| 00817 | Am Hafen 12 (Karte)        | Kreidehafen mit Verladebrücke |              | Weitere Bilder      |
| 00811 | Friedensplatz 4 (Karte)    | Scheune                       |              | Scheune             |
| 00813 | Gerhart-Hauptmann-Straße 9 | Wohnhaus                      |              | Wohnhaus            |
| 00813 | Gerhart-Hauptmann-Straße 9 | Stall                         |              |                     |
| 00816 | Hauptstraße (Karte)        | Kirche mit Glockenstuhl       |              | Weitere Bilder      |
| 00815 | Hauptstraße 16 (Karte)     | Pfarrhaus                     |              | Pfarrhaus           |
| 00819 | Straße der DSF 30 (Karte)  | Kindererholungsheim           |              | Kindererholungsheim |
| 00846 | Zürkvitzer Straße          | Park (zum Gutshaus)           |              | Park (zum Gutshaus) |
| 00846 | Zürkvitzer Straße          | Gutshaus                      |              | Gutshaus            |

## Quelle
- Denkmalliste des Landkreises Vorpommern-Rügen